# Masashi Ohuchi
Masashi Ohuchi (大内 仁, Ōuchi Masashi), né le 28 septembre 1943 et mort le 6 juin 2011, est un haltérophile japonais.

## Palmarès

### Jeux olympiques
- Médaille d'argent en -56 kg aux Jeux de 1968 à Mexico, Mexique
- Médaille d'argent aux Jeux de 1964 à Tokyo, Japon[1]

### Championnats du monde
- Médaille de bronze en 1964 à Tokyo, Japon
- Médaille d'argent en 1968 à Mexico, Mexique
- Médaille d'or en 1969 à Varsovie, Pologne